# Seznam francoskih odvetnikov
Seznam francoskih odvetnikov.

## A
- Alain Bauer

## B
- Charles Jean Marie Barbaroux
- Nicolas Bergasse
- Henry Bordeaux
- Anne du Bourg
- Fernand de Brinon
- Jean-Louis Brochen
- Claude Brossette
- François Buzot

## C
- Armand-Gaston Camus
- Louis Marie de la Haye, Vicomte de Cormenin
- Isabelle Coutant-Peyre

## D
- Raymond Desèze

## F
- André Fabre

## I
- François-André Isambert

## J
- Gaston Jèze

## L
- Pierre Laval

## M
- Éric de Montgolfier

## P
- Georges Picot
- François Gayot de Pitaval
- Jean Pithou
- Nicolas Pithou

## R
- René Renoult
- Paul Reynaud

## S
- Joseph Sarraute
- Raymond Sarraute

## V
- Simone Veil
- Jacques Vergès
- Pierre Victurnien Vergniaud